# اتفاقية المعارض الدولية
اتفاقية المعارض الدولية (بالإنجليزية: Convention Relating to International Exhibitions) هي اتفاقية دولية، تم توقيعها في 22 نوفمبر 1928 في باريس بفرنسا. تهتم هذه الاتفاقية بشكل أساسي بتنظيم جودة وتواتر المعارض الدولية، وأنشأت المكتب الدولي للمعارض.

## أصول الاتفاقية المتعلقة بالمعارض الدولية
منذ انعقاد المعرض الكبير في لندن عام 1851، ولأكثر من 70عامًا، تنافست الدول على استضافة المعارض الدولية؛ سعيًا لجذب مشاركة دول أخرى. مما أدى لظهور تحديات لجميع المعنيين؛ بسبب كثرة الفعاليات، والاستثمارات المالية الضخمة المطلوبة، وعدم اليقين بشأن تنظيم كل فعالية ونجاحها.
ازداد تواتر إقامة المعارض الدولية بشكل مفرط. كما واجهت السلطات الوطنية صعوبة في إدارة التفاصيل التنظيمية، حيث كانت اللوائح غير كافية. عندئذ ظهرت الحاجة لتقنين إطار قانوني ومعايير واضحة، وبخاصة فيما يتعلق بتواتر إقامة المعارض الدولية وجودتها.
قبل الاتفاقية، كانت هناك محاولات لإنشاء آليات تنظيمية. على سبيل المثال، تأسست اللجنة الفرنسية للمعارض في عام 1902. بحلول عام 1908، ظهرت منظمات مماثلة في ألمانيا والنمسا وبلجيكا والدنمارك والمجر وإيطاليا واليابان وهولندا وسويسرا. كانت تلك المنظمات كيانات وطنية؛ لذا فقد أدت تفاعلاتها إلى نزاعات. تم إنشاء اتحاد اللجان الدائمة؛ لحل النزاعات الناشئة بين تلك المنظمات. في 1907، عقد الاتحاد اجتماعه الأول في باريس. كما عقد اجتماعه الثاني في بروكسل في 1908. صاغ الاتحاد مبادئ بشأن المعارض الدولية، وحدد موعدًا لاجتماع ثالث في مايو 1910 في برلين. تأخر الاجتماع الثالث حتى أكتوبر 1912، إلا أنه وضع الأساس لاتفاقية دولية تستند إلى مقترحات فرنسية وألمانية. منعت الحرب العالمية الأولى توقيع هذه الاتفاقية وعلقت المناقشات إلى أجل غير مسمى.

## الصياغة والدخول حيز التنفيذ
في عام 1925، أعادت لجنة المعارض الفرنسية تشكيل لجان أخرى. بينما لم ينجُ من الحرب سوى لجان بلجيكا وسويسرا. في يناير 1928، دعت حكومة فرنسا الدول التي تربطها بها علاقات دبلوماسية لاستئناف العمل على اتفاقية تتعلق بالمعارض الدولية.
في 22 نوفمبر 1928، وقّعت 21 دولة في باريس على اتفاقية المعارض الدولية. في 17 ديسمبر 1930، تم التصديق من قبل سبع دول. في 17 يناير 1931، دخلت الاتفاقية حيز التنفيذ. اعتبارًا من 27 نوفمبر 2024، انضمت 184 دولة إلى اتفاقية المعارض الدولية.